# 黑水靺鞨
黑水靺鞨，靺鞨的一部，又称黑水部，是女真族主体的前身。黑水靺鞨最初位于中国东北部最北的“黑水”（黑龙江）沿岸，而得名“黑水靺鞨”。金史中记载唐朝时期‘黑水靺鞨居古肅慎地，有山曰白山，蓋長白山，金國之所起焉。’668年，唐朝和新罗的联军灭亡高句丽后，黑水靺鞨开始沿松花江、牡丹江南下、西进，并于691年末与唐朝（武周）发生军事冲突，被武周靺鞨籍将领李多祚击败。
渤海国时期，黑水靺鞨与建立渤海国的粟末靺鞨同属于靺鞨但时有冲突。黑水部中的思慕是鄂温克人。
黑水靺鞨分为思慕部、郡利部——黑龙江河口：窟説部——库页岛北部：莫曳皆部——库页岛東南部：拂涅部——牡丹江下流以東（現在密山市周邊）：虞娄部（挹娄）、越喜部、鉄利部。渤海国建立后，其他靺鞨民族在黑水部的率领下，由唐朝设立黑水都督府管理，统称黑水靺鞨。黑水靺鞨并不是单指黑水部一部。
当遼灭亡渤海国後，一些黑水靺鞨被契丹统治成为熟女真。

## 社会风俗
日常方面，黑水靺鞨人編髮，缀野猪牙，以雉尾为冠式，住在半地穴式的房屋中。“有车马，田耦以耕，车则步推，有粟麦。”
黑水靺鞨人善於射猎，用石镞，普遍养猪，富有人家养猪可达数百口。
黑水部各部社会的发展是不平衡的，其中较先进的部落已出现贫富分化，开始向阶级社会过渡。

## 外交

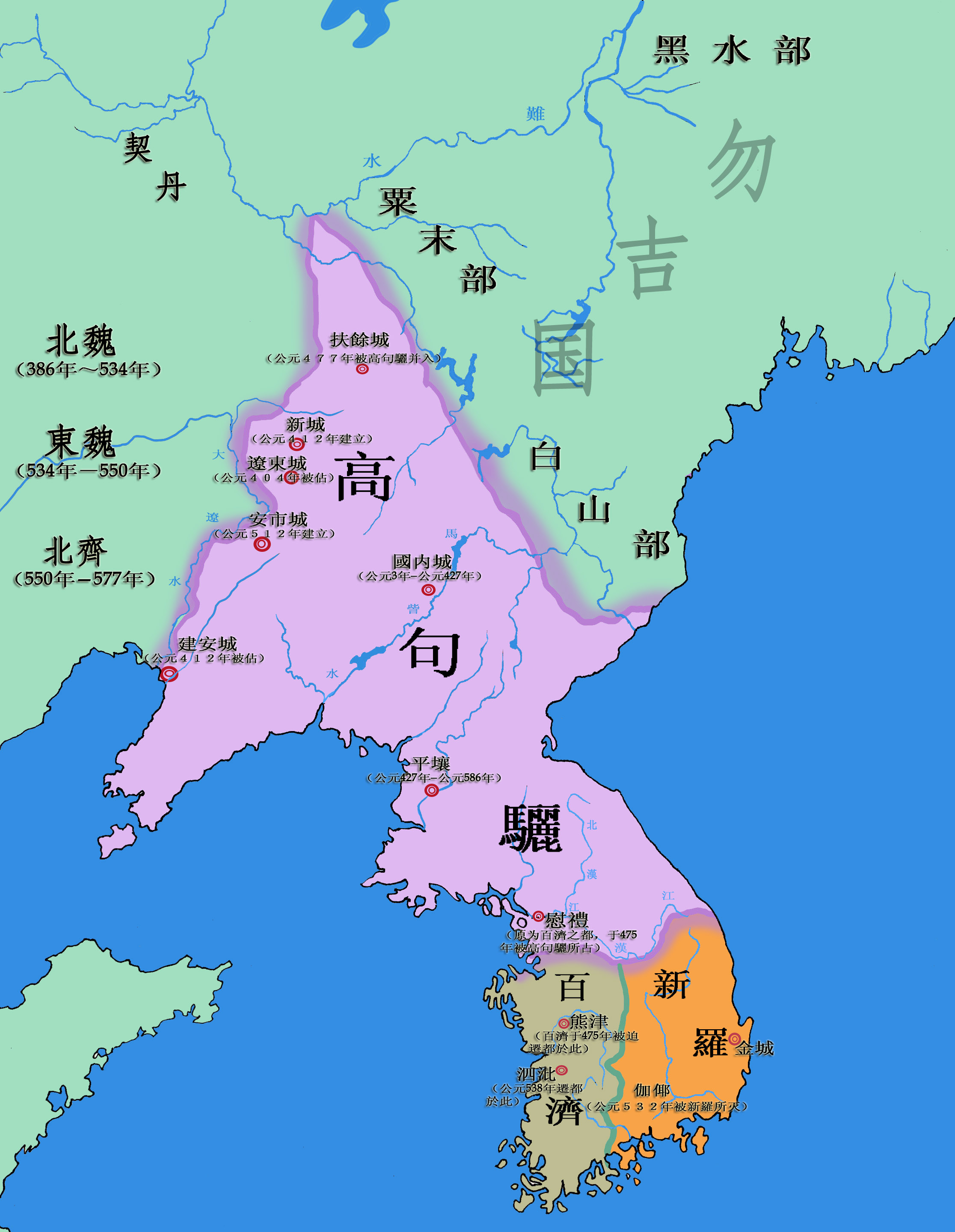
6世纪末黑水靺鞨，粟末靺鞨与高句麗

公元622年（唐武德五年），黑水部大酋长（渠长）阿固郎前往长安，与唐通好，这是见于记载的黑水部第一次派使前往中原。